# Ares Riu Madrid
Ares Riu Madrid   (Viella, 1984) és una periodista catalana. El 2007 va entrar a treballar a Catalunya Ràdio, on feia de corresponsal a Barcelona per a les desconnexions de la Vall d'Aran. Un parell d'anys més tard va començar a presentar l'espai de notícies en aranès del canal 3/24, l'únic espai regular en aquesta llengua que es pot sentir i veure a tot Catalunya.